# Historisches Technikzentrum der Stadtwerke Halle

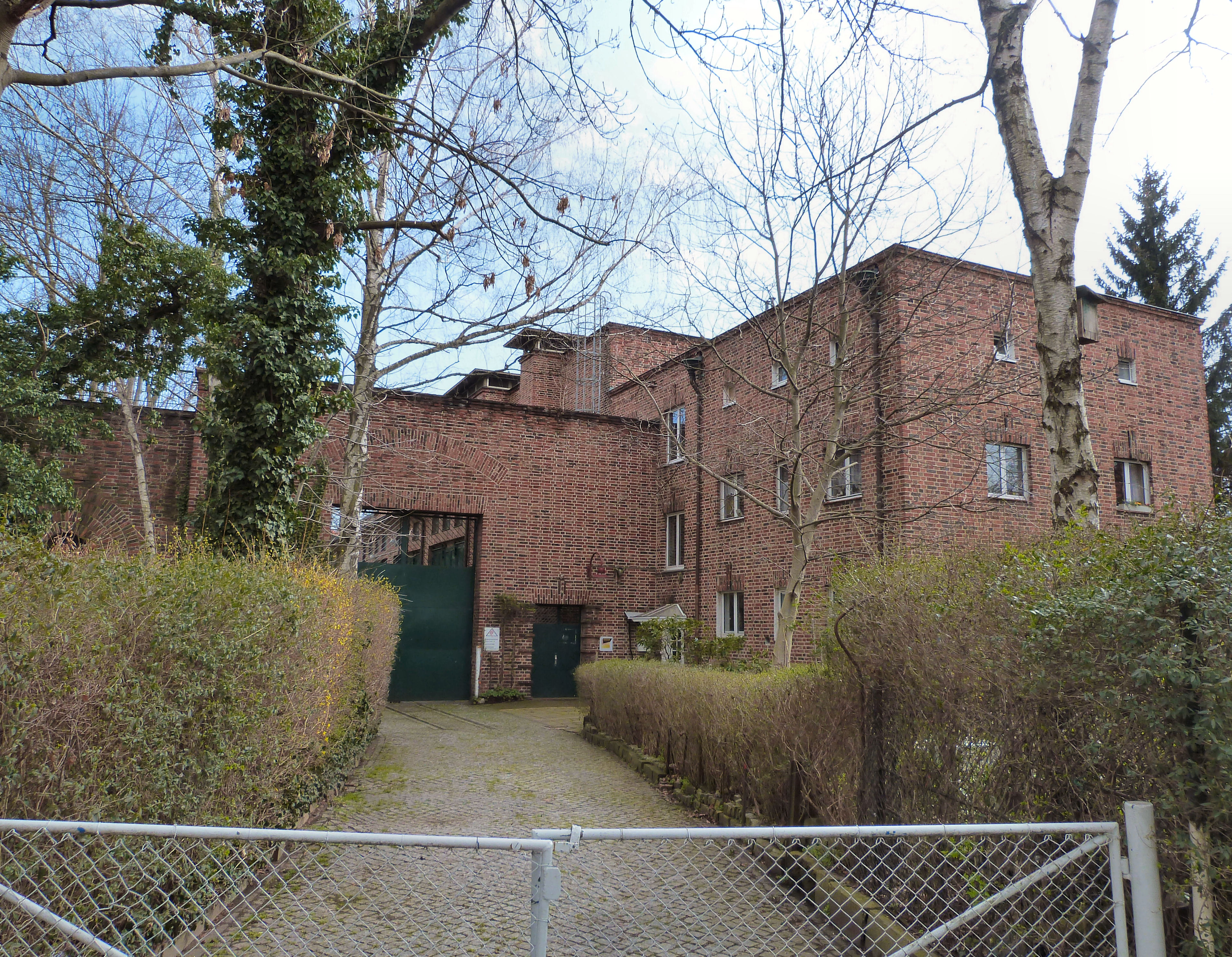
Eingang zum Historischen Technikzentrum an der Turmstraße

Das Historische Technikzentrum der Stadtwerke Halle beherbergt im Gebäude des ehemaligen Schalthauses Turmstraße eine nicht ständig geöffnete Technikausstellung. Es wird von den Stadtwerken Halle betrieben und liegt an der Turmstraße in Halle (Saale).
Zu den Exponaten gehören technische Geräte und Vorrichtungen aus den Gebieten der Energieversorgung, Wasserversorgung, Abwasserentsorgung, des öffentlichen Personennahverkehrs und der Abfallentsorgung. Die Anlagen des Schalthauses sind noch im Originalzustand vorhanden und bieten ein historisches Bild der Elektrotechnik des vergangenen Jahrhunderts.

## Gebäude
Das Schalthaus wurde 1928 als Umspannwerk erbaut. Die Planung und Projektierung erfolgte durch den damaligen hallischen Stadtbaurat Wilhelm Jost. Das Gebäude misst 40 Meter in der Länge und 13 Meter in der Breite und hat drei Ebenen:
- das Kellergeschoss mit Kabelanschlüssen, Anschlüssen zur Stromfortleitung und Kompressoren,
- die Bedienebene mit Steuerung, Schaltanlagen, Meldungen, Messwerte, Leistungsschalter, Wandler, Druckluftantrieb und Transformatoren und
- den Sammelschienen-Raum mit Verteilung der Energie, Sammelschiene, Trennschalter und Druckluftantrieb.

Die Anlagen wurden 1972 modernisiert. 1998 wurden die 15/3-kV-Transformatoren zurückgebaut und das Bauwerk ausschließlich als Schalthaus genutzt. Diese Funktion entfiel 2010, als die Anlagen außer Betrieb genommen wurden.
Das Schalthaus bildet mit dem Wasserturm Süd und dem dazwischen befindlichen Trinkwasser-Erdbehälter einen Gebäudekomplex und wurde in dunkelrotem Klinker-Mauerwerk ausgeführt. Die vertikale Wirkung des Wasserturms und die als breit gelagerte Kuben ausgeführten Gebäude von Schalthaus und Erdbehälter stehen in Kontrast zueinander.